# Kanton Olette
Kanton Olette (fr. Canton d'Olette) je francouzský kanton v departementu Pyrénées-Orientales v regionu Languedoc-Roussillon. Skládá se z 15 obcí.

## Obce kantonu
- Ayguatébia-Talau
- Canaveilles
- Escaro
- Jujols
- Mantet
- Nyer
- Olette
- Oreilla
- Py
- Railleu
- Sahorre
- Sansa
- Serdinya
- Souanyas
- Thuès-Entre-Valls